# Camilla Stærn
Eva Camilla Stærn Sporsén, född Stern 9 november 1947 i Stockholm, död 12 maj 1993 i Göteborg, var en svensk operasångerska och skådespelare. Hon var dotter till dirigenten Gunnar Staern och gift med operasångaren Torgny Sporsén.

## Filmografi
- 1969 – Eva - den utstötta
- 1993 – Backanterna (TV)